# Selens
Selens település Franciaországban, Aisne megyében. Lakosainak száma 207 fő (2022. január 1.). Selens Morsain, Saint-Aubin, Trosly-Loire, Vassens és Vézaponin községekkel határos.

## Népesség
A település népessége az elmúlt években az alábbi módon változott:
| Lakosok száma | 224  | 222  | 214  | 237  | 235  | 255  | 250  | 247  | 234  | 207  |
|               | 1968 | 1982 | 1990 | 2006 | 2011 | 2016 | 2017 | 2019 | 2020 | 2022 |